# 1930 en dadaïsme et surréalisme
Pour l'année, voir 1930.
 Chronologie de dada et du surréalisme 
- 1926
- 1927
- 1928
- 1929
- 1930
- 1931
- 1932
- 1933
- 1934

Cet article présente les faits marquants de l'année 1930 en dadaïsme et surréalisme.

## Éphémérides

### Janvier
- 15 janvier
Sur le modèle du pamphlet Un cadavre, écrit en 1924 en réaction aux funérailles nationales organisées à l'occasion de la mort de l'écrivain Anatole France, des dissidents et exclus du groupe surréaliste publient un ensemble de textes écrits contre André Breton :
  - Jacques Baron, Un bon débarras
  - Georges Bataille, Le Lion châtré
  - Jacques-André Boiffard, Questions de personnes
  - Alejo Carpentier, Témoignage
  - Robert Desnos, Thomas l'imposteur
  - Michel Leiris, Le Bouquet sans fleurs
  - Georges Limbour, Lettres
  - Max Morise, La Marseillaise
  - Jacques Prévert, Mort d'un Monsieur
  - Georges Ribemont-Dessaignes, Papologie d'André Breton
  - Raymond Queneau, Dédé
  - Roger Vitrac, Moralement puer.
André Masson et Antonin Artaud, malgré leur exclusion, refusent de s'associer au pamphlet[1].

- Lettre d'Artaud au docteur Édouard Toulouse : « Les angoisses que j'éprouve sont dévorantes […] Je suis de plus en plus hanté par l'idée du suicide, d'autant plus terrible que c'est pour moi la seule issue LOGIQUE. Si je n'en suis pas à la mort, moralement je suis la mort. »[2]

### Février
- 14 février
André Breton et René Char tentent de saccager un bar de nuit du quartier Montparnasse qui s'est baptisé Maldoror[3].
Dans la bagarre René Char reçoit un coup de couteau à la cuisse. Le patron de ce bar délivrait des cartes de « vampire permanent », à Robert Desnos notamment.

- 14 février
Réponse de Breton à Un cadavre sous forme d'un tract : Avant/Après[4].

- Yves Tanguy et sa femme Jeannette partent en Afrique du Nord. À leur retour, ils s'installent rue du Moulin Vert, à Paris (13e arrdt.) où ils ont pour voisins Victor Brauner et Alberto Giacometti[5].

### Mars
- 1er mars
Robert Desnos
  - The Night of loveless nights, nouvelle version avec trois illustrations de Georges Malkine[6].
  - Troisième manifeste du surréalisme, publié dans Le Courrier littéraire[7] : « Je déclare ici André Breton déposé dans son monastère littéraire, sa chapelle désaffectée et le surréalisme tombé dans le domaine public. »[8]

- 20 mars
Après une nouvelle rupture avec Suzanne Muzard, Breton quitte Paris pour Avignon. Il y est rejoint par René Char et Paul Eluard. Sur la route d'Avignon aux Névons (Vaucluse), la propriété familiale de René Char, ils composent Ralentir travaux sur le principe du cadavre exquis[7].

- 22 mars
Lors d'une conférence prononcée à l'Ateneo de Barcelone, Salvador Dalí déclare soutenir Breton[9].

- Camille Goemans organise une exposition entièrement consacrée aux collages. Louis Aragon écrit, pour la préface du catalogue, La Peinture au défi : « [Le collage] empêche le peintre de s'adonner au narcissisme, à l'art pour l'art, en le ramenant aux pratiques magiques qui sont l'origine et la justification des représentations plastiques, défendues par plusieurs religions. »[10]

- Roger Vitrac quitte le Théâtre Alfred Jarry[11].

### Avril
- 5 avril
René Char, Tombeau des secrets, avec un collage d'André Breton & Paul Eluard[12].

- 20 avril
Breton, Char & Eluard, Ralentir travaux[13].

### Mai
- 5 mai
Robert Desnos, Corps et biens[14].

- Paul Eluard rencontre Nusch, modèle de Man Ray et Pablo Picasso[15].

### Juin
- 20 juin
André Breton, Second manifeste du surréalisme, publication en volume[16].

### Juillet
- Parution du premier numéro de la revue Le Surréalisme au service de la révolution (SASDLR) en remplacement de La Révolution surréaliste[7].

- Salvador Dalí :
  - Lion, cheval, dormeuses invisibles, dessin[17]
  - L'Âne pourri, écrit, parus dans LSASDLR[18]

- Maxime Alexandre, Louis Aragon, Luis Buñuel, René Char, René Crevel, Dalí, Max Ernst, Georges Malkine, Benjamin Péret, Georges Sadoul, Tanguy, Pierre Unik, Albert Valentin signent un prière d'insérer écrit par Paul Eluard et André Thirion au Second manifeste du surréalisme : « Le Second manifeste donne toute sécurité pour apprécier ce qui est mort et ce qui est plus que jamais vivant dans le surréalisme[19]. Subordonnant aux fins merveilleuses de la subversion, rejetant sans appel, au moyen de l'asepsie morale la plus stricte, les spécialistes du faux témoignage, André Breton fait dans ce livre, la somme des droits et des devoirs de l'esprit. »[20]

### Septembre
- 1er septembre
André Breton et Paul Eluard commencent L'Immaculée conception[16].

- Louis Aragon et Georges Sadoul partent à Kharkov (URSS), pour assister à la 2e Conférence internationale des Écrivains révolutionnaires[16].

### Octobre
- 15 octobre
Paul Eluard, À toute épreuve[21]

- Dans une Lettre ouverte à André Breton sur les rapports du surréalisme et du Le Grand Jeu, René Daumal répond à la tentative de Breton de réconciliation : « Pour une fois, vous avez devant vous des hommes qui, se tenant à l'écart de vous, vous critiquant même souvent avec sévérité, ne vont pas pour cela vous insulter à tort et à travers [Aucun des membres du groupe n'a participé au pamphlet contre Breton]. Prenez garde, André Breton, de figurer plus tard dans les manuels d'histoire littéraire, alors que si nous briguions quelque honneur, ce serait d'être inscrits pour la postérité dans l'histoire des cataclysmes. »[22]

- Benjamin Péret, Vie de l'assassin Foch, poème. Un critique du quotidien La Liberté réclame qu'on fusille son auteur[21]

- En réponse à une enquête sur les rapports du travail intellectuel et du capital publiée par la revue L'Esprit français du 15 août, Breton répond par un article La Médecine mentale devant le surréalisme qui reprend les attaques portées dans Nadja contre les abus de pouvoir des psychiatres[7].

### Novembre
- 6 novembre
Avant leur départ d'URSS, on fait signer à Louis Aragon et Georges Sadoul, une résolution qui définit le surréalisme comme une « réaction des jeunes générations d'intellectuels provoquée par les contradictions du capitalisme dans la troisième phase de son développement »[21].
Ils reconnaissent, en outre « ne pas avoir provoqué le contrôle de leur activité littéraire par le parti, ne pas avoir milité de façon constante dans les organisations de base, avoir attaqué Henri Barbusse, avoir laissé imprimer des critiques de la presse du parti dans les revues surréalistes. » Ils s'engagent enfin à répudier le freudisme et combattre le trotskisme révolutionnaire[23].

- 24 novembre
André Breton & Paul Eluard, L'Immaculée conception, poèmes aux Éditions surréalistes chez José Corti, achevé d'imprimer le 24 novembre[7].

- 28 novembre
Breton et André Thirion rédigent les statuts d'une Association des écrivains et artistes révolutionnaires (A.E.A.R.) qu'ils proposent aux instances dirigeantes du Parti communiste français[24].

- 30 novembre
Première projection du film L'Âge d'or de Luis Buñuel & Salvador Dalí, avec Max Ernst dans le rôle du chef des bandits, la voix du récitant est celle d'Eluard[25].
La projection au Studio 28, rue Montmartre à Paris (9e arrdt), est annoncée comme une manifestation surréaliste avec accrochage d'œuvres de Dalí, Ernst, Joan Miró, Man Ray et Yves Tanguy dans l'entrée et les couloirs du cinéma. Dans le programme vendu à cette occasion figurent, outre le scénario résumé du film, des textes de présentations d'Aragon, de Breton, René Crevel, Dalí, Eluard, Thirion et Tristan Tzara. À l'initiative du préfet de police Jean Chiappe, la censure exige la coupe des scènes « anti-religieuses »[26].

### Décembre
- 3 décembre
La Ligue des patriotes et la Ligue anti-juive saccagent le Studio 28. Ils maculent l'écran et lacèrent les tableaux exposés dans l'entrée dont trois d'Yves Tanguy, Fraude dans un jardin, Mottes de terre et L'Orage[27].

- 11 décembre
Après une virulente campagne de presse, le préfet Chiappe fait saisir L'Âge d'or[28].

- 15 décembre
Salvador Dalí, La Femme visible, écrit[29].
Invention de l'« activité paranoïaque-critique » : processus par lequel Dalí interprète une photo, un dessin, en démonte les diverses couches superposées en s'abandonnant à une sorte de délire, qu'il théorise ensuite en « méthode spontanée de connaissance irrationnelle basée sur l'objectivation critique et systématique des associations et interprétations délirantes »[30].

- Gala et Paul Eluard se séparent[21].

- Les peintres Victor Brauner et Jacques Herold sont présentés à André Breton par Tanguy[31].

### Cette année-là
- Hans Arp créé ses premiers papiers déchirés et expose avec le groupe Cercle et Carré[32].

- Salvador Dalí découvre des tableaux de Clovis Trouille, dont Remembrance[33], exposés au Salon des Artistes Révolutionnaires. Il présente le peintre aux surréalistes[34].

- Au Danemark, l'introduction du surréalisme avec le peintre Wilhelm Freddie et son tableau Liberté Égalité Fraternité, cause de scandale[35].

- Première exposition parisienne à la Galerie Pierre Loeb d'Alberto Giacometti en compagnie de Jean Arp et Juan Miró[36].

- Parution à Bucarest (Roumanie) du premier numéro de la revue Alge à l’initiative, entre autres, des poètes Aurel Baranga, Gherasim Luca, Paul Paun et du peintre Jules Perahim[37].

- De retour à Bruxelles, René Magritte expose ses œuvres à la Salle Giso. Paul Nougé écrit la préface du catalogue : « Ce mince rectangle de toile, qui donc soupçonne qu'il enferme peut-être de quoi modifier à jamais le sens de la justice, de l'amour, le sens, l'allure et la tension d'une existence humaine ? […] Quoi qu'il en advienne, il est bon dès maintenant d'attirer l'attention sur ce fait : certaines peintures atteignent en virulence, et par des voies qui leur sont propres, les plus ardentes provocations à la révolte […] Il conviendrait, et l'on y viendra, que leurs auteurs fussent traqués et châtiés aussi haineusement que le sont de nos jours, aux points sensibles de notre société, les agitateurs communistes. »[38]

- En Yougoslavie, sur l'initiative de Mario Ristitch, de jeunes artistes rédigent La Déclaration de Belgrade dans laquelle ils prônent leur attachement au surréalisme[39]

- Le poète Shuzo Takiguchi traduit en japonais Le Surréalisme et la peinture d'André Breton[40].

### Œuvres
- Louis Aragon
  - La Peinture au défi, essai édité par José Corti à Paris[41]
- Jean Arp
  - Tête couverte de trois objets désagréables : une mouche, une mandoline et une paire de moustaches, bronze[42]
  - Tête de lutin, sculpture[43]
- Victor Brauner
  - Le Crime du papillon, huile sur toile[44]
- André Breton
  - Second manifeste du surréalisme, essai, frontispice de Salvador Dalí, éditions Kra, achevé d'imprimer le 20 juin[16] : « ... le surréalisme ne tendit à rien tant qu'à provoquer, au point de vue intellectuel et moral, une crise de conscience de l'espèce la plus générale et la plus grave et [...] l'obtention ou la non-obtention de ce résultat peut seule décider de sa réussite ou de son échec historique. »[45]
- André Breton & Paul Eluard
  - L'Immaculée conception, poèmes[46]. L'édition de tête est illustrée par une eau-forte de Salvador Dalí[16] : « Si je puis successivement  faire parler par ma propre bouche l'être le plus riche et l'être le plus pauvre du monde, l'aveugle et l'halluciné, l'être le plus craintif et l'être le plus menaçant, comment admettrai-je que cette voix qui est en définitive seulement la mienne, me vienne de lieux où il me faut, avec le commun des mortels, désespérer d'avoir accès ? »
- André Breton, René Char & Paul Eluard
  - Ralentir travaux, poèmes, frontispice de Salvador Dalí, Éditions surréalistes, achevé d'imprimer le 20 avril[16] : « On entrait par une porte dérobée / il y avait un cœur sur un tableau noir (Char) / Et un baguette de coudrier sur la table / On aurait entendu un pas de loup (Breton) / L'amour le premier enseignait / aux amants à bien se tenir (Eluard). »
- Luis Buñuel & Salvador Dalí
  - L'Âge d'or, film. Dalí : « Mon idée générale en écrivant avec Buñuel le scénario de L'Âge d'or a été de présenter la ligne droite et pure de conduite d'un être qui poursuit l'amour à travers les ignobles idéaux humanitaires, patriotiques et autres misérables mécanismes de la réalité. »
- Claude Cahun
  - Autoportrait avec Marcel Moore et un chat, mine graphite, aquarelle, gouache sur papier de type japonais[47]
  - Aveux non avenus, essai autobiographique illustré de photomontages : « Brouiller les cartes. Masculin ? Féminin ? Mais ça dépend des cas. Neutre est le seul genre qui me convienne toujours. S'il existait dans notre langage, on n'observerait pas ce flottement de ma pensée. Je serais pour de bon l'abeille ouvrière. »[48]
  - La Chevelure, tirage argentique[49]
- Claude Cahun & Marcel Moore
  - Aveux non avenus, héliogravure d'après photomontage[50]
- René Char
  - Artine, poème dédié « au silence de celle qui laisse rêveur » et illustré de gravures de Salvador Dalí[51]
  - Tombeau des secrets, avec un collage d'André Breton et Paul Eluard[52]
- Salvador Dalí
  - L'Âne pourri, écrit[9]
  - Dormeuse, cheval, lions invisibles, huile sur toile[53]
  - La Femme visible, écrit[54] : « J'espère faire comprendre que j'attache en amour un prix particulier à tout ce qui est nommé communément perversion et vice. »
  - Guillaume Tell, huile et collage sur toile[55]
  - Lion, cheval, dormeuses invisibles, dessin[56]
- Robert Desnos
  - Corps et biens : « Le jour le jour prochain où la voix passera sur la ville / Une mouette fantomatique m'a dit qu'elle m'aimait autant que je l'aime / Que ce grand silence terrible était mon amour / Que le vent qui portait la voix était la grande révolte du monde / Et que la voix me serait favorable. »[57]
  - The Night of loveless nights, nouvelle version avec trois illustrations de Georges Malkine[14]
  - Troisième manifeste du surréalisme[14]
  - Youki 1930 poésie[14]
- Valentine Dobrée
  - Black gloves, technique mixte, collage[58]
- Paul Eluard
  - À toute épreuve, poèmes[59]
- Max Ernst
  - Rêve d'une petite fille qui voulut entrer au Carmel, collage[60]
- Alberto Giacometti
  - L'Heure des traces, objet : boule de bois suspendue à une corde à violon au-dessus d'un croissant et marquée d'une encoche[61]
- Jacqueline Lamba
  - La Femme blonde, huile sur bois[62]
- René Magritte
  - L'Annonciation, huile sur toile[63]
  - Au seuil de la liberté, huile sur toile[64]
  - La Clef des songes, huile sur toile[65]
  - Portrait d'E. L. T. Mesens, huile sur toile[66]
- Paul Nougé
  - Cils coupés, une des photographies de la série Subversion des images[67]
  - Subversion des images, série de photographies (épreuves gélatino-argentiques) noir & blanc, avec des titres comme Femme étendue sur une cheminée ou Femme effrayée par une ficelle[68]
- Benjamin Péret
  - Vie de l'assassin Foch, poème[59]
- Pablo Picasso
  - Abstraction, fond de ciel bleu nuageux, huile sur toile[69]
  - Baigneuse assise, huile sur toile[70]
  - Composition au gant, tableau-relief[71]
- Man Ray
  - Larmes de verre, photographie[72]
- Alberto Savinio
  - Le Départ d'Ulysse, huile sur toile[73]
- Kurt Schwitters
  - Merzbild, assemblage, huile, carton et bois[74]
- Yves Tanguy
  - Légendes ni figures[75]
  - Palais promontoire[76]
  - La Tour de l'Ouest[77], invention des coulées, technique rapidement abandonnée : « Je m'aperçus que si je projetais mon tableau tout de suite au crayon sur la toile, je n'avais plus de surprise en le peignant, et la surprise est ce qui me cause le plus de plaisir en peinture. »
- Clovis Trouille
  - Remembrance, huile sur toile[78]